# 一生最愛就是你
一生最愛就是你是一首香港原創粵語流行曲及電訊廣告主題曲，由林慕德作曲及編曲、向雪懷填詞、黎明主唱，收錄於1995年5月4日由唱片公司寶麗金發行的粵語錄音室專輯《天地豪情》。香港商業電台的《樂人谷》節目主持曾經對這首歌作出負面評論並引發爭議，而此歌曲其後登上了香港各大音樂流行榜的冠軍位置。

## 背景及製作
〈一生最愛就是你〉是一首配合廣告主題而創作的歌曲，1994年，和記傳訊製作了一輯時長三分半鐘的電視廣告《天地情緣》，引起各界迴響，達到宣傳效果，因此於1995年以同樣方式製作廣告，長約四分鐘，於法國取景，再度由林慕德、向雪懷、黎明創作及演唱廣告主題曲。以下是歌曲的幕後製作人員名單：
- 電子合成器：林慕德
- 和音：張偉文／Danny／李小梅／陳美鳳
- 結他：蘇德華

## 樂評爭議

### 事件起源
1995年4月22日，香港商業電台《樂人谷》節目挑選了包括〈一生最愛就是你〉在內的三首歌曲作討論，參與討論的樂評人鍾怡泰及Julian均表示不喜歡〈一生最愛就是你〉，他們認為這首歌從編曲至音樂都是一樣化，黎明的演繹及林慕德的作曲都是跟着〈那有一天不想你〉而行，感覺很悶，節目主持人郭啟華及梁兆輝表示同意樂評人的看法，他們除了以較為主觀的態度批評這首歌，並於言談間時而發笑，而寶麗金的宣傳主管在節目中反駁批評時，也受到不禮貌對待和訕笑。1995年4月26日，黎明出席電視廣告記者招待會時被問及此事，他表示沒有收聽該節目，有唱片公司職員表示有該節目的錄音帶，黎明要求即場播放該錄音帶，以了解事件的來龍去脈。

### 製作團隊的回應
歌曲創作人林慕德在聽畢錄音帶後表現激動，即場怒罵離譜，要跟律師商量，他表示如果是被對音樂有深厚認識的人批評就會服氣，而這兩名節目主持的評論帶有主觀和偏激成份，表現未夠專業，同時表示要視乎香港商業電台的立場和態度，再決定是否採取法律行動，他亦希望事件能調解，大家和平相處；填詞人向雪懷表示聽到節目主持人的笑聲感到很不舒服，感覺好像看不起這首歌，樂評人只聽了二、三次歌曲就作出評論是不專業的表現，他認為一個評論歌曲的節目，公平是最重要，作為電台傳媒對音樂應表現支持和鼓勵，不能以個人觀感來影響大眾看法；歌手黎明對於被主觀批評感到不開心及無奈，他認為對方並非專業人士，並表示會盡歌手本身的責任，負責唱歌和配合唱片公司的宣傳，其他事情不能控制。黎明的經理人陳善之表示奇怪電台節目可以這樣，他認為雖然每個機構都有自己的立場，但世上有公道，同時認為不應該與媒體搞對抗。

### 各界回應
香港商業電台節目總監露比認為《樂人谷》的樂評人是有經驗及有個人見解，而歌手也有權不接受，她解釋為了令節目輕鬆，幾聲笑聲難免，強調電台會接受良性意見作改善，這次事件純屬針對歌曲而不是針對人，不會影響和黎明的關係；新城電台精選104副台長梁安琪對於這首歌受到批評，替黎明感到不值，認為傳媒應承擔起鼓勵歌曲的責任，聽過一、二次新歌便作出批評，無形是扼殺了歌曲的發展機會及有可能加速樂壇倒退的情況，她以樂壇專業人員身份認為〈一生最愛就是你〉是一首旋律優美而有深度的歌曲，不是《樂人谷》節目所品評的差勁，並決定將這首歌定為電台的「全力推介歌曲」。寶麗金總經理楊永康表示在公司立場不會採取任何行動，會與香港商業電台就此事溝通。歌手譚詠麟、劉德華及陳慧嫻也就事件發表意見，譚詠麟認為香港有言論自由，但如果節目主持人為了標榜自己形象而說出不中肯的意見，對歌手及音樂人實在不尊重，而且表現得自己沒有個人修養，他還呼籲同行注視一下，既然電台可以這樣對待歌手，歌手也可以不出席電台節目；劉德華認為如被別人批評不好，歌手唯一可以做的就是做到別人無話可說，不要理會那些批評是否公平，他表示沒有歌手會製作別人不喜歡的歌曲，故歌手不要動搖，應該堅持自己要走的路；陳慧嫻認為歌手不要認真面對批評，實行以輕鬆態度面對。

### 餘波及影響
樂評事件後，有報章讀者投訴香港商業電台偏幫另一歌手周華健，該電台認為這宗投訴可能是黎明主唱的〈一生最愛就是你〉在《樂人谷》節目中被批評，且敗給周華健主唱的歌曲，因而引起黎明歌迷的不滿。周華健所屬的滾石唱片總經理陸少康批評黎明及寶麗金的處事態度和手法，指黎明於電視廣告記者招待會的表現足以引起大眾關注及談論，或多或少會煽動歌迷激發不滿情緒。寶麗金高級總經理簡寧則強調唱片公司及黎明在該事件中，沒有煽動歌迷做任何事，他認為歌迷對歌手的新歌被批評，有直接的反應也是正常，並指陸少康身為唱片公司高層，說話言行應該要小心，應遵守職業道德，不宜談論其他公司的歌手或唱片。陳善之表示黎明認同他以溫和手法處理《樂人谷》樂評事件，而負責宣傳唱片的唱片公司主管則不同意，堅持要作出反擊，他認為事件影響到黎明與香港商業電台的關係，黎明在1995年度由該電台舉辦的《叱咤樂壇流行榜頒獎典禮》只獲得1個獎項，未能蟬聯男歌手獎。此外，受事件影響，郭啟華及梁兆輝其後一年內先後辭職離開商業電台，平息風波。

## 同名迷你專輯
《一生最愛就是你》迷你專輯收錄了4首歌曲，於1995年6月經唱片公司寶麗金首次發行。此專輯的製作概念源於《天地豪情》音樂專輯，收錄了該專輯的主打歌曲〈一生最愛就是你〉的重新編曲版本及3首黎明主唱的舊曲，以圖案唱片發行。
| CD       | CD                               | CD       | CD       | CD             | CD                                     | CD    |
| 曲序     | 曲目                             |          | 作曲     | 编曲           | 备注                                   | 时长  |
| -------- | -------------------------------- | -------- | -------- | -------------- | -------------------------------------- | ----- |
| 1.       | 一生最愛就是你（Enigmatic Fire） | 向雪懷   | 林慕德   | 林慕德         |                                        | 4:15  |
| 2.       | 送你一瓣的雪花                   | 古倩敏   | 恰克     | 紀文華、陳永明 | 改編自恰克與飛鳥的〈夢を見ましょうか〉 | 4:26  |
| 3.       | 我沒有愛錯                       | 周禮茂   | 羅以     | Billy Chan     |                                        | 4:15  |
| 4.       | 最後的戀愛                       | 單立文   | 單立文   | 蘇德華         |                                        | 3:50  |
| 总时长： | 总时长：                         | 总时长： | 总时长： | 总时长：       | 总时长：                               | 16:46 |

## 流行榜成績
以下是歌曲〈一生最愛就是你〉在香港四大電子媒體音樂流行榜所的最佳成績：
- 香港商業電台 903專業推介：冠軍[15]
- 香港電台中文歌曲龍虎榜：兩週冠軍[15][16]
- 新城電台勁爆本地榜：三週冠軍[15][17][18]
- 電視廣播有限公司勁歌金榜：冠軍[17]

## 獎項
以下是歌曲〈一生最愛就是你〉曾經獲頒發的獎項：
- 電視廣播有限公司1995年度勁歌金曲季選——第二季得獎歌曲[19]
- 香港電台1995年度十大中文金曲頒獎音樂會——十大中文金曲獎[20]
- 香港電台1995年度十大中文金曲之第二季最佳原創歌曲獎[21]
- 新城電台1995年度新城勁爆頒獎禮——廣告歌曲獎金獎
- 新城電台1995年度金心情歌頒獎禮——本地金心情歌金獎